# 张文松
张文松（1919年6月—2011年12月12日），曾用名张骁、李析哲，男，原籍河北霸县，生于北京，中华人民共和国政治人物，曾任中华人民共和国教育部副部长，中国教育学会副会长，第七届全国政协委员。